# Dennstaedtia ordinata
Dennstaedtia ordinata là một loài thực vật có mạch trong họ Dennstaedtiaceae. Loài này được (Kaulf.) E. Fourn. miêu tả khoa học đầu tiên năm 1872.